# ヴィースバーデン中央駅
ヴィースバーデン中央駅（ヴィースバーデンちゅうおうえき、ドイツ語: Wiesbaden Hauptbahnhof）はドイツ・ヘッセン州のヴィースバーデンにあるターミナル駅。

## 概要
ヘッセン州の州都であるウィースバーデンの玄関口である。中心市街地の南側に位置し、市街地を囲む環状道路に面している。Sバーンでマインツ中央駅、フランクフルト中央駅、フランクフルト空港近距離駅と結ばれているほか、ICEや近郊列車（ライン川右岸線リューデスハイム方面、リムブルク・アン・デア・ラーン方面、マインツ方面、フランクフルト方面）も乗り入れている。

## 歴史
現在ある駅は、1840年完成のタウヌス鉄道(Taunus-Eisenbahn)の駅であったタウヌス駅(Taunusbahnhof)、1857年完成のライン川右岸線(Rechte Rheinstrecke)のライン駅(Rheinbahnhof)、1879年完成のレンドヒ鉄道(Ländchesbahn)のルートヴィッヒ駅(Ludwigsbahnhof)の市中心部にあった3つの駅を統合し発足している。これらの駅はそれぞれ、ヴィースバーデン博物館の近くにあった。新しい駅舎は当時スパへやって来る旅客の増加に対応するため必要であった。新駅舎は頭端式ホームスタイルで1904年から1906年にかけて、フリンツ＝クリングホルツ(Fritz Klingholz)によって建設された。新駅舎になってから初の列車が、1906年9月15日午前2時23分に走った。
2003年から2004年にかけて、総合的な改修工事や改良工事が2500万ユーロをかけ行われている。

## 駅構造
頭端式ホームの地上駅。6面あるホームはすべて駅舎に接続されている。線路は11線設置可能であるが、そのうち東側の10線が供されている。南側に旧機関庫、旧車両基地があり、現在は留置線として使用されている。主にSバーンの車両が使用している。
ケルン-ライン＝マイン高速線の建設の際、当駅地下を通過することが検討されたがコスト面から断念され、ブリッケンハイム連絡線を介して当駅に接続する形となった。現在は数本のICEが連絡線を通じてケルン方面へ直通している。この連絡線を用いてフランクフルト空港遠距離駅へ直通列車を走らせる計画（ヘッセンエクスプレス）があり、2027年の運行開始が検討されている。

## 利用状況
1日当たりICE等の長距離列車やローカル列車、Sバーンなど500本の列車と40,000人の旅客を扱っている。

## 駅周辺

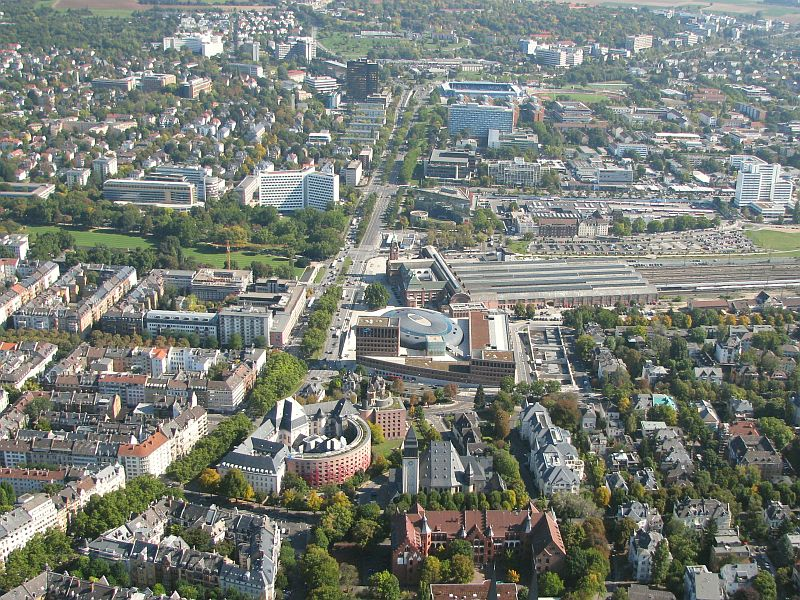
駅周辺の俯瞰

当駅は市中心部の南側に位置する。中心市街地へは駅前のバスターミナルからバスが頻繁に運行されている。隣接地に大型ショッピングセンターLILIが建設された。

## 隣の駅
ドイツ鉄道
ICE20・ICE50・RB75
ヴィースバーデン中央駅 - マインツ中央駅
ICE45
リンブルク南駅 - ヴィースバーデン中央駅 - マインツ中央駅
RB21
ヴィースバーデン＝エルベンハイム駅 - ヴィースバーデン中央駅
SE10
エルトフィレ駅 - ヴィースバーデン中央駅 - カステル駅
ライン＝マインSバーン
1号線・8号線・9号線
ヴィースバーデン中央駅 - ヴィースバーデン東駅